# پای گوجه‌فرنگی ترنتون
پای گوجه‌فرنگی ترنتون یا پای گوجه‌فرنگی نیوجرسی نوعی پای گوجه‌فرنگی ایتالیایی دایره‌ای با پوسته نازک است که در اوایل قرن بیستم در ترنتون، نیوجرسی، ایالات متحده ایجاد شد که در آن ابتدا پنیر و سایر تاپینگ‌ها سپس سس را اضافه می‌کنند.

## آماده‌سازی
تمایز بین پیتزا و پای گوجه فرنگی ترنتون در مراحل تهیه پای است. برخلاف پای گوجه‌فرنگی ایتالیایی مربعی ضخیم‌تر، پای گوجه‌فرنگی ترنتون اغلب دایره‌ای است، از انواع پوسته نازک و شامل پنیر است. در این سبک پای گوجه فرنگی، ابتدا موزارلا و رویه‌ها روی پای قرار می‌گیرند و سپس سس گوجه فرنگی روی آن قرار می‌گیرد.

## تاریخچه
پای گوجه فرنگی جو (اکنون منحل شده)، که در سال ۱۹۱۰ افتتاح شد، اولین پای گوجه فرنگی به سبک ترنتون بود. پای گوجه فرنگی پاپا، که صاحبش این حرفه را در جوز آموخت، دو سال بعد در سال ۱۹۱۲ افتتاح شد.
منطقه ترنتون خانه دو رستوران پای گوجه‌فرنگی نیوجرسی است که در حال حاضر در ایالات متحده فعالیت می‌کنند، پاپا و دی لورنزو. پای گوجه فرنگی ترنتون در سراسر منطقه گسترش یافته‌است. در سال ۱۹۹۱، پالرمو در بوردنتاون، نیوجرسی افتتاح شد. در سپتامبر ۲۰۱۷، Classico Tomato Pies در غرب ویندزور افتتاح شد و برنده بهترین پای گوجه فرنگی ترنتون توسط Bridgewater Courier News شد.